# Боррентин
Боррентин (нем. Borrentin) — община в Германии, в земле Мекленбург-Передняя Померания.
Входит в состав района Деммин. Подчиняется управлению Деммин-Ланд.  Население составляет 917 человек (на 31 декабря 2010 года). Занимает площадь 48,09 км².
Коммуна подразделяется на 8 сельских округов.